# Huize De Rechthoek
Huize De Rechthoek is een in 1879 gebouwde villa aan de Rijksstraatweg in de Gelderse plaats Twello. Het huis staat ingeschreven in het monumentenregister van de gemeente Voorst.

## Voorgeschiedenis
Voordat Huize De Rechthoek werd gebouwd, stond op het perceel sinds de 18e eeuw heerenhuijsinge De Oranjeboom. Dat huis werd vanaf 1861 bewoond door Volkert Simon Maarten van der Willigen. Deze hoogleraar aan het Athenaeum Illustre van Deventer wijzigde de naam van het huis in De Regthoek. Hij liet in 1863 bij het huis een observatorium bouwen. Met dat observatorium deed hij ontdekkingen over de lichtsnelheid. In Deventer is een straat naar Van der Willigen vernoemd. Het observatorium heeft na zijn vertrek in 1878 nog vele jaren ongebruikt op het perceel gestaan, maar in de jaren zestig van de twintigste eeuw is het gesloopt.

## De bouw en ontwikkeling van het huis
Na het overlijden van Van der Willigen werd De Regthoek in 1879 verkocht aan Carl August Goldenberg, een handelaar uit Deventer. Hij liet De Regthoek slopen en liet – iets meer naar achter op het perceel – een buitenhuis bouwen dat hij "Huize De Rechthoek" noemde. In de winter woonde de familie Goldenberg aan de Brink in Deventer, in de zomermaanden verbleef men in Twello.
In 1899 is het huis aan de achterzijde over de gehele breedte aanzienlijk uitgebreid (zonder kap). Het vergrote huis werd vanaf dat jaar als permanent woonhuis bewoond door de heer en mevrouw Funnekotter-IJsseldijk uit Rotterdam. Wilhelmina Hubertina Funnekotter-IJsseldijk was geboren in Voorst. Bernardus Gerardus Jacobus Funnekotter was directeur en eigenaar van Roomboterhandel Funnekotter & Co te Delft. Na hun overlijden erfde hun neef IJsseldijk, ook uit Rotterdam, het huis. Hij ging er in 1921 wonen.
In 1933 werd het huis gesplitst in twee woningen (voorhuis en achterhuis) en werden delen van het grote perceel afgesplitst. Op die percelen werden jaren dertig villa's gebouwd, die alle nog bestaan.
In 1962 zijn het voorhuis en het achterhuis weer samengevoegd tot één huis. In 2019 kreeg het huis een nieuwe kap, waarbij ook de uitbreiding uit 1899 is voorzien van een kap.

## Beschrijving van het huis
Het huis heeft een asymmetrische plattegrond (verspringend vierkant). Het is opgetrokken in groen/grijs gepleisterde muren op een grijs geschilderde plint. Het huis bestaat uit twee bouwlagen onder een afgeknot schilddak, gedekt met Oude Holle pannen. De Rechthoek is bijzonder gepositioneerd op het perceel; onder een hoek van circa 45 graden ten opzichte van de Rijksstraatweg en de Stationsstraat.

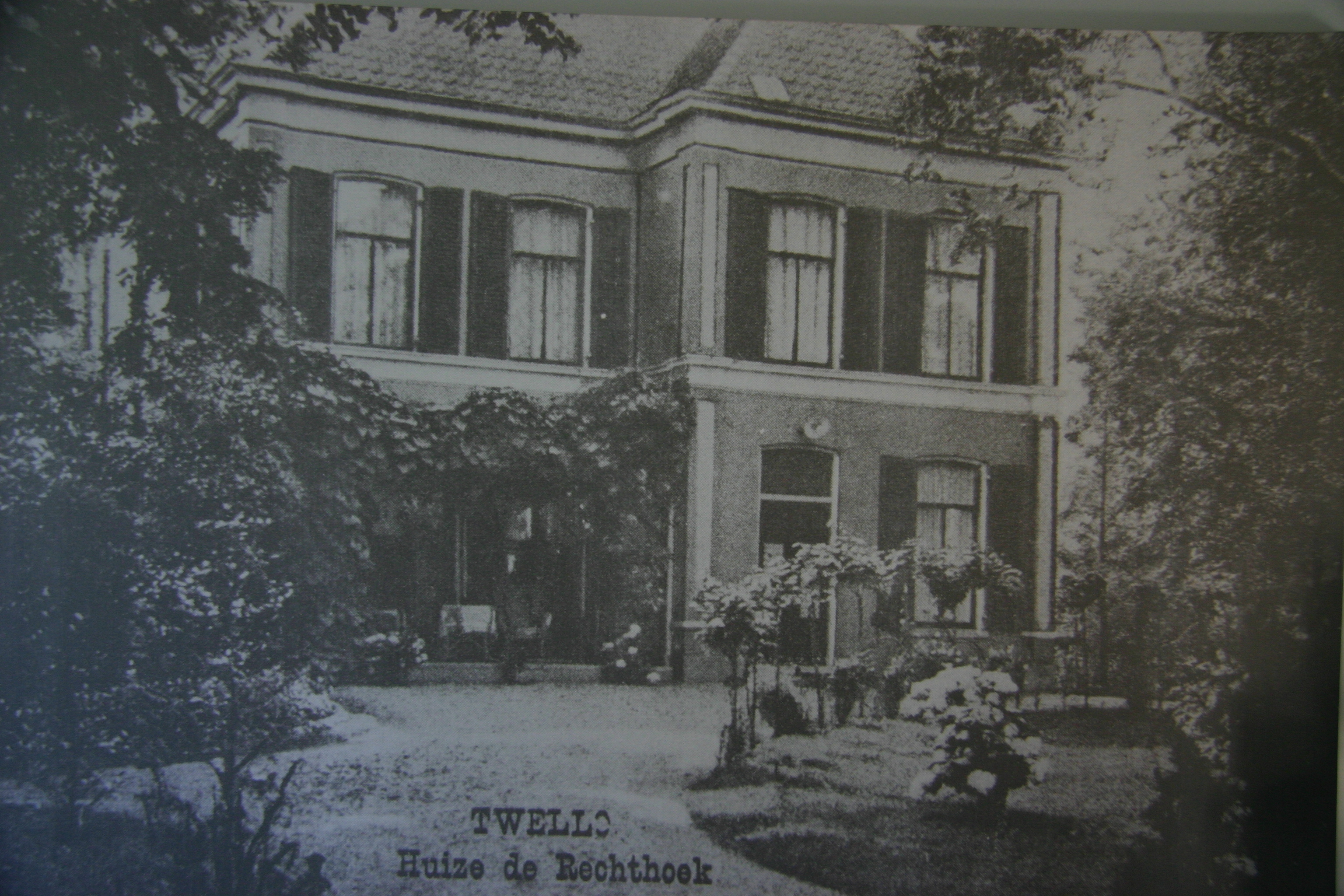
Huize De Rechthoek - circa 1910
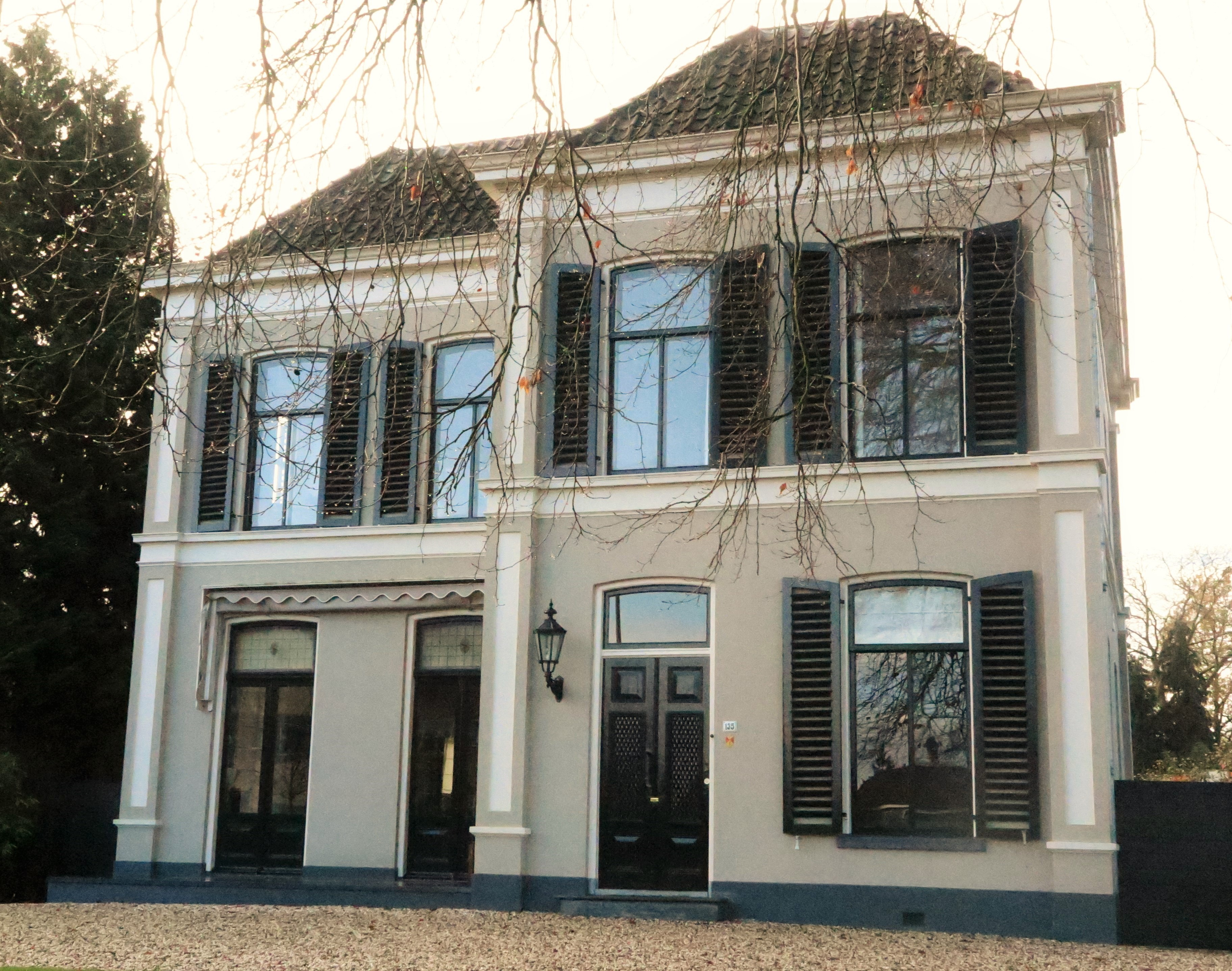
De Rechthoek november 2015
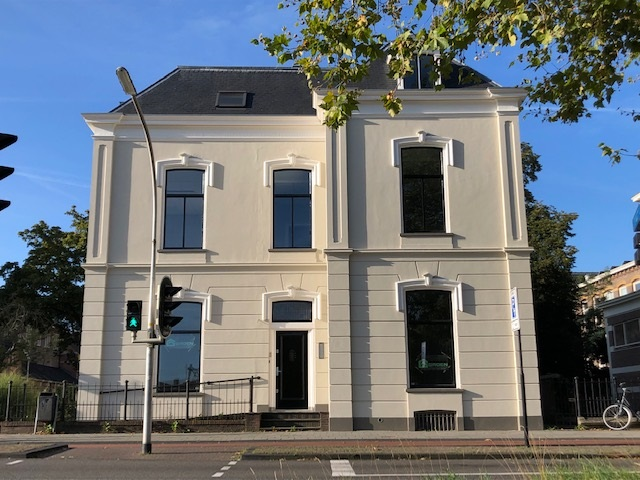
Singel 24 Deventer van H. van Harte - sterke gelijkenissen met De Rechthoek